# Turris cryptorrhaphe
Turris cryptorrhaphe é uma espécie de gastrópode do gênero Turris, pertencente a família Turridae.